# Евангельское пробуждение в Петербурге
Евангельское пробуждение в Петербурге (также «Петербургское (евангельское) пробуждение/возрождение», англ. St. Petersburg (evangelical) revival) — зарождение евангельского движения в среде русской аристократии в конце XIX века в Санкт-Петербурге, связанное со служением Гренвила Редстока. Евангельское движение, возникнув в высшем петербургском свете, в дальнейшем распространилось среди широких слоев общества Российской империи. С руководителями движения были связаны Александр II и Александр III, Константин Победоносцев, Лев Толстой, Фёдор Достоевский, Николай Лесков, Владимир Мещерский и др. 
«Петербургское пробуждение» происходило в одно время с евангельским пробуждением в Закавказье и на Украине (движение штундистов) как реакция российского общества на издание Библии на доступном русском языке.
Ряд современных протестантских конфессий России оценивают себя как преемников движения пашковцев, возникшего в результате пробуждения.

## Особенности
Писатель Николай Лесков, тесно общавшийся с представителями движения, отмечал: «Редсток и сам не основывает никакого отдельного толка, и не требует ничего подобного от своих последователей. … Если и есть, может быть, одно какое-нибудь единоличное исключение, то о нём не стоит и говорить».
Движение носило внеконфессиональный характер, однако позднее влилось в баптизм. В отличие от штундизма (преимущественно крестьянского движения) «петербургское пробуждение» начиналось в среде высшей аристократии, позднее обратившейся с евангельской проповедью к народу. От баптизма оно отличалось допустимостью крещения детей (окончательно от детокрещения евангельские христиане отказались только в 1910 году с принятием «прохановского Вероучения»). В основе неявно декларируемого учения был принцип, что Христос своими страданиями уже искупил грехи всех людей, а для спасения нам необходима лишь вера, молитвы и добрая христианская жизнь.
По мнению историка Владимира Попова это движение стало продолжением «реформаторских движений, периодически заявлявших о себе почти с самого момента официального принятия христианства на Руси».
По мнению историка-богослова Константина Прохорова, основой для редстокистско-пашковского движения стала неудовлетворенность представителей аристократии господствовавшей тогда «обрядовой» формой российского православия. Согласно Прохорову, тот факт, что Редсток приехал в Россию не сам по себе, а по приглашению Елизаветы Чертковой, свидетельствует о сознательности выбора той формы христианства, которую английский проповедник исповедовал.

## Участие Редстока

Лорд Редсток

Начало евангельскому пробуждению положил лорд Редсток, приглашённый Е. И. Чертковой в Санкт-Петербург в 1874 году. Его первые евангельские проповеди на английском и французском языке прозвучали в небольшой англо-американской церкви на Почтамтской улице. Графиня познакомила английского проповедника с Пашковым через свою сестру-близняшку Александру (жену Пашкова). Их встреча произошла в доме В. А. Пашкова на Выборгской стороне (ныне ул. Комиссара Смирнова 17), который впоследствии стал центром евангельского движения в Петербурге. В России лорд-апостол пробыл 6 месяцев. В 1876 году лорд вернулся в Россию, но в 1878 правительство запретило ему въезд в страну. В. А. Пашков в дальнейшем стал лидером движения евангельских христиан в России, которых стали звать «пашковцами».

## Деятельность Пашкова

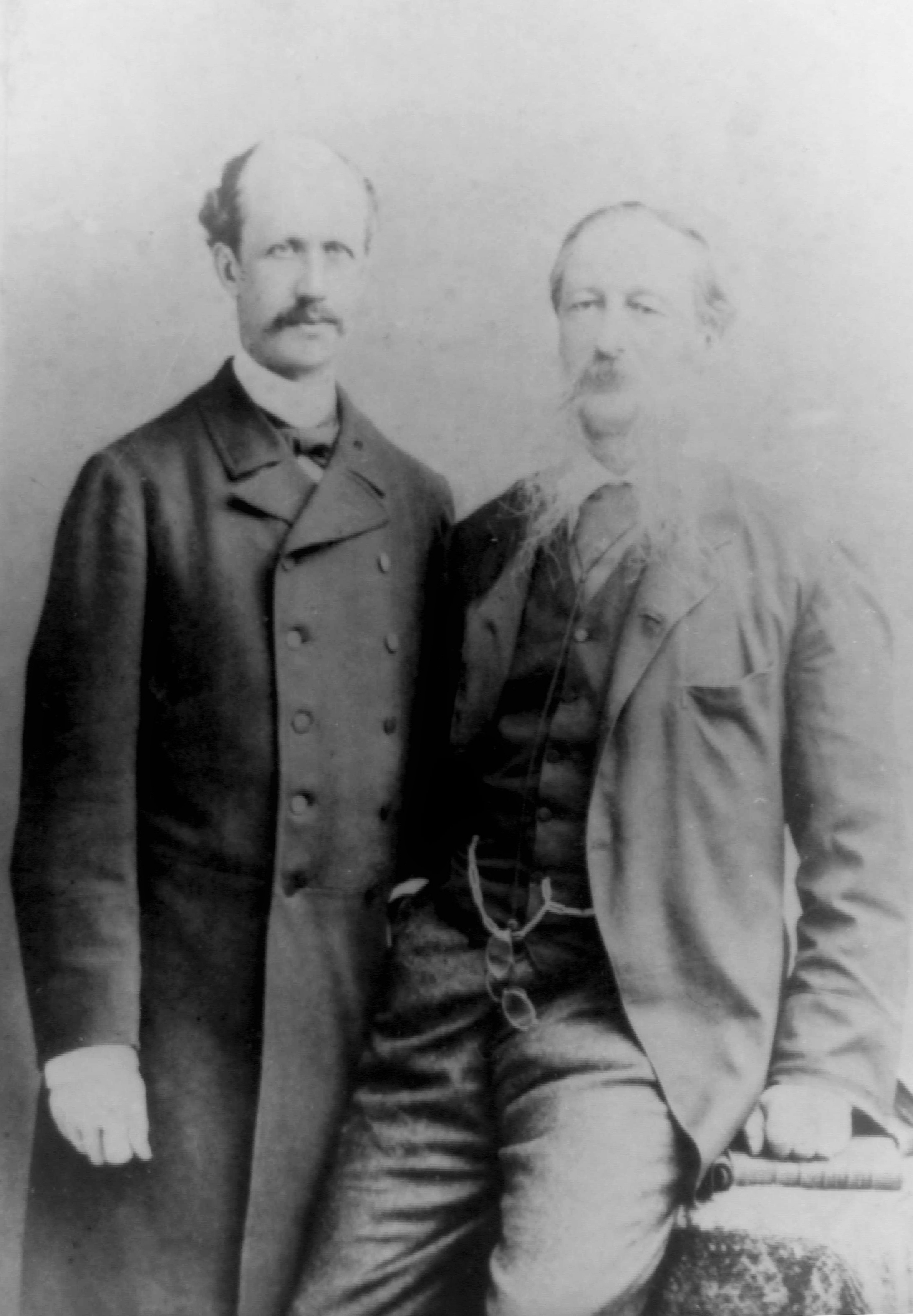
Модест Корф и Василий Пашков

Пашков в своем особняке в 1876—1884 организовал «Общество поощрения духовно-нравственного чтения» (занимавшегося изданием и распространением Библий, журнала «Русский рабочий» и другой духовной литературы), а также столовая для малоимущих слоёв населения. Активное участие в «духовном пробуждении» принимали барон (позднее граф) Модест Корф и граф Алексей Бобринский. Помимо Петербурга деятельность «пашковцев» распространялась и на имения вовлечённых в это движение аристократов. В 1880 году на молитвенных собраниях «пашковцев» присутствовало свыше тысячи человек разных сословий. На средства Пашкова в 1882 году была издана русская Библия в каноническом составе с широкими полями для отметок. Еженедельно проводились молитвенные собрания с чтением Библии на русском языке. Хотя «пашковцы» не противопоставляли себя официальной православной церкви, власти увидели в их деятельности черты религиозной ереси, связанной с отказом от посещения православных храмов, почитания икон, святых и Богородицы.

## Попытка объединения евангельских протестантов

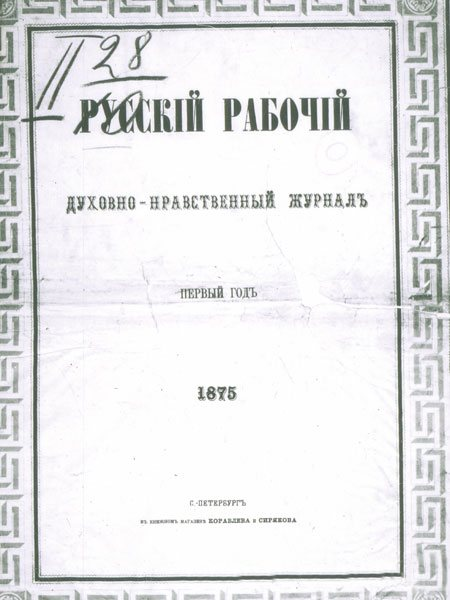
Журнал «Русский рабочий», издававшийся пашковцами в 1875—1886 годах

В 1884 году Василий Пашков попытался объединить различные евангельские течения в России (молокан, духоборов, штундистов, меннонитов и баптистов), пригласив их делегатов в Санкт-Петербург. 1 апреля в столицу Российской империи прибыло 70 представителей. Собрания проводились в доме княгини Н. Ливен (ул. Большая Морская, д. 43). Однако уже через два дня они были арестованы и высланы из города в места своего проживания. 24 мая 1884 года «Общество поощрения духовно-нравственного чтения» было официально распущено. Все собрания «пашковцев» были запрещены. Несогласные с этим (граф Корф, В. Пашков) были вынуждены эмигрировать в Европу.

## Создание отдельной деноминации
Процесс создания Евангельской церкви, как отдельной деноминации шёл достаточно сложно. Со времен Пашкова в движении наблюдались две тенденции. Одна группа верующих стремилась практиковать редстоковский пиетизм, ограничиваясь при этом чтением и обсуждением Библии, а также хлебопреломлением в домашних группах, но не порывая при этом с Православной церковью. Другая — рассматривала православную обрядность как отступление от простоты первоапостольского учения и стремилась воссоздать апостольскую церковь. В первое десятилетие XX века в движении возобладала вторая тенденция.
Внешними катализаторами этого процесса послужили нападки православных миссионеров (оказавшихся неспособными к конструктивной богословской дискуссии), физическое преследование евангельских верующих, а также выход законов религиозной свободы 1905 года.
Организатором этого процесса стал И. С. Проханов. Оформление Евангельской церкви в отдельную деноминацию (Всероссийского союза евангельских христиан) произошло в 1909—1911 годах в ходе Первого и Второго съездов евангельских христиан.

## В литературе
Тема Редстока и его движения привлекла внимание многих литераторов-современников. Им посвящён очерк Н. С. Лескова «Великосветский раскол» (1876) и роман В. П. Мещерского «Лорд Апостол в петербургском большом свете» (1876). Л. Н. Толстой вывел Редстока и редстокистов в романах «Анна Каренина» (1875—1877) и «Воскресение» (1899). Ф. М. Достоевский полемизировал с Редстоком в «Дневнике писателя» (1876).
Среди писавших о нём были священник И. С. Беллюстин, ректор Санкт-Петербургской духовной академии Иоанн Янышев, епископ Феофан Затворник, историк и публицист А. С. Пругавин, государственные деятели К. П. Победоносцев, Ф. Г. Тернер и А. А. Половцов.